# 圣马塞尔 (萨瓦省)
圣马塞尔（法語：Saint-Marcel，法語發音：[sɛ̃ maʁsɛl] ⓘ）是法国萨瓦省的一个市镇，属于阿尔贝维尔区。

## 地理
圣马塞尔（45°29'53"N, 6°33'33"E）面积8.76 平方千米，位于法国奥弗涅-罗讷-阿尔卑斯大区萨瓦省，该省份为法国东部省份，历史上为薩伏依的一部分，北起上萨瓦省，西接伊泽尔省和安省，南部和东部与上阿尔卑斯省和意大利接壤。
与圣马塞尔接壤的市镇（或旧市镇、城区）包括：费松叙萨兰、欧特库尔、穆捷、普雷圣母村、艾姆拉普拉涅。

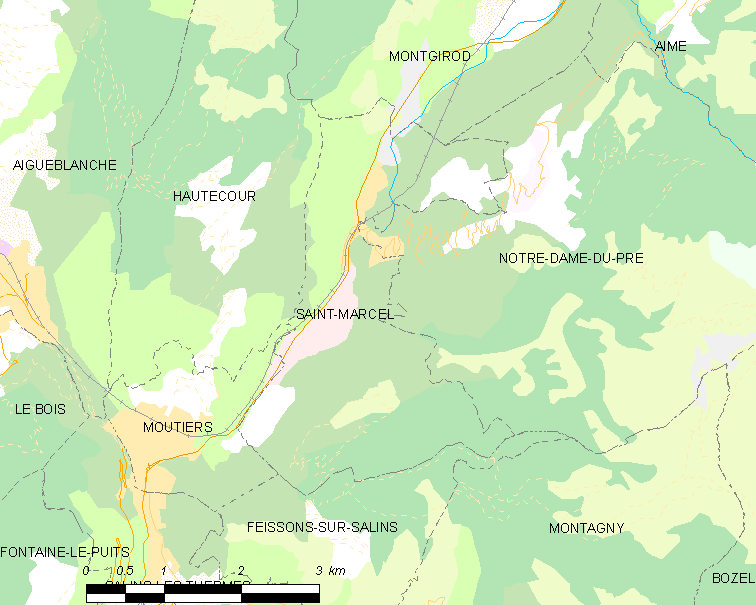
的OSM定位图

圣马塞尔的时区为UTC+01:00、UTC+02:00（夏令时）。

## 行政
圣马塞尔的邮政编码为73600，INSEE市镇编码为73253。

## 政治
圣马塞尔所属的省级选区为穆捷县。

## 人口

1962-2008年间人口变化图示

圣马塞尔于2022年1月1日时的人口数量为615人。